# Ni Draconis
Ni Draconis (ν Dra) – gwiazda w gwiazdozbiorze Smoka. Jest odległa od Słońca o ok. 99 lat świetlnych.

## Nazwa
Gwiazda ta ma nazwę własną Kuma, której pochodzenie jest nieznane. Pojawia się ona w atlasie Bečvářa.

## Charakterystyka
Nawet przez lornetkę można zaobserwować, że jest to gwiazda podwójna. Tworzą ją dwa podobne składniki należące do typu widmowego A. Jeden z nich (ν¹ Dra) ma temperaturę około 8000 K, a drugi (ν² Dra) jest gwiazdą metaliczną, co wiąże się z niższą temperaturą, równą około 7350 K; oba są gorętsze od Słońca. Każda z tych gwiazd świeci dziewięciokrotnie jaśniej niż Słońce i ma o około 70% większą masę.
Dwa widoczne składniki Ni Draconis dzieli na niebie odległość 62,1 sekundy kątowej (pomiar z 2015 r.), a w przestrzeni 1900 au, co przekłada się na okres orbitalny równy około 44 tysiące lat. Oba składniki okazują się również być gwiazdami spektroskopowo podwójnymi. Ni² Draconis ma bliskiego towarzysza o prawdopodobnie niskiej masie, który okrąża tę gwiazdę co 38,6 doby w odległości 0,2 au. Z oddziaływaniem grawitacyjnym towarzysza wiąże się względnie wolny obrót ν² Dra (50 km/s na równiku), a to ma wpływ na dyfuzję pierwiastków w atmosferze, dając w efekcie nietypowe widmo z liniami metali.